# Polynema elegantissimum
Polynema elegantissimum är en stekelart som beskrevs av Soyka 1956. Polynema elegantissimum ingår i släktet Polynema och familjen dvärgsteklar. Inga underarter finns listade i Catalogue of Life.